# 648 aC
L'any 648 aC va ser un any del calendari romà pre-julià. A l'Imperi Romà es coneixia com l'any 106 ab urbe condita. La denominació 648 aC per a aquest any s'ha utilitzat des de l'època medieval primerenca, quan l'era del calendari Anno Domini es va convertir en el mètode prevalent a Europa per nomenar els anys.

## Esdeveniments

### Orient Mitjà
- Babilònia cau en mans de les forces assiries després d'un setge de 3 anys; el rei Xamaix-xuma-ukin se suïcida al seu palau incendiat, suposadament haver construït una pira de les seves concubines i un tresor reial mentre els assiris mataven la guarnició de la seva ciutat i bona part de la seva població.

## Grècia
- Els messenis del Peloponès es revolten contra Esparta sota el lideratge del rei Aristòmenes, iniciant una lluita que durarà fins al 631 aC.
- 6 d'abril - S'observa el primer eclipsi solar que ha estat narrats pels grecs.[1]
- Els 33è jocs de l'Olimpíada de Grècia se celebren a Olímpia amb un nou esdeveniment: el pancraci, una competició sense restriccions que combina boxa i lluita lliure.

## Naixements
- Josies, rei de Judà (m. 609 aC)

## Necrològiques
- Xamaix-xuma-ukin rei de Babilònia.